# 湯河光春 (戦国時代)
湯河 光春（ゆかわ みつはる、生没年不詳）は、戦国時代の武将。紀伊国の国人で、室町幕府奉公衆。官途は宮内少輔。

## 生涯
光春の生まれた湯河氏（湯川氏）は紀伊国日高郡富安荘小松原（現在の和歌山県御坊市）を本拠とする有力国人で、室町幕府の奉公衆だった。守護権力からは独立した立場にあり、将軍の意向を受けた行動や、領主としての独自判断による行動をとっている。
永正17年（1520年）8月、紀伊で分国支配を強化しようとしていた守護・畠山尚順は、紀伊奥郡小守護代の野辺慶景に広城（広川町）を追われ、和泉国堺へと没落した。湯河氏は玉置氏とともに慶景に味方していたが、同月20日、尚順の嫡男・稙長は慶景、玉置氏、湯河氏を赦免する。しかし、この時光春は国人の知行等を押領し、守護所のある広庄に押し入ろうとしていたという。大永2年（1522年）には光春が広庄内の田地を能仁寺衆徒中に寄進しており、広は湯河氏の勢力下に入ったものとみられる。
天文2年（1533年）2月10日、本願寺と対立する細川晴元が一向一揆に攻められ、堺から淡路へと逃れた。同月晦日、将軍・足利義晴は晴元に対し、四国勢を引き連れて畿内復帰することを促しているが、これにともない、同年3月4日、義晴は光春に御内書を出し、河内守護代の遊佐長教と相談して一向一揆攻めに加わるよう求めた。
天文7年（1538年）、政長流畠山氏の家督を畠山晴満が継承し、幕府からもそれを認められると、それに反対する畠山稙長は上洛を計画。光春も稙通とともに上洛することを企図している。この頃、光春は紀伊奥三郡（有田郡・日高郡・牟婁郡か）の調整役として在地勢力との協議に携わっており、稙長の上洛戦に向け協力していた。
天文11年（1542年）3月、畠山稙長が木沢長政討伐のため河内に出陣。稙長が率いた軍勢は熊野衆や山本氏、玉置氏に、根来寺・高野山・粉河寺の衆を含む30,000騎だったといい、光春もそこに加わっていた。
光春の活動は天文13年（1544年）11月まで見え、同月、広之庄中野村法蔵寺に年貢米を寄進している。
この後、湯河氏では直光が当主となった。